# テミスキュラ

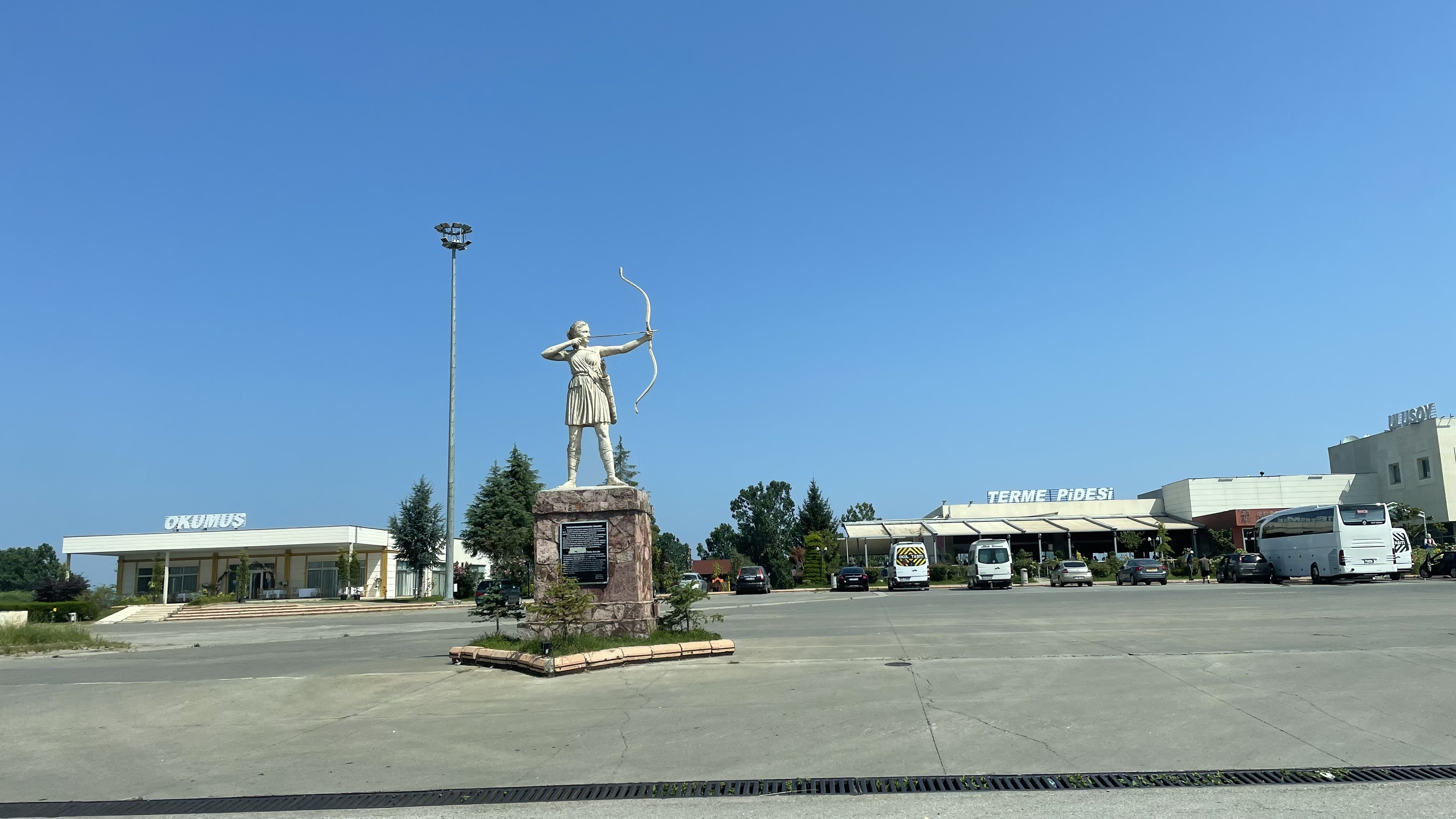
トルコのサムスン県テルメに建てられたアマゾーン戦士の像

テミスキュラまたはテミスキューラ (ギリシャ語: Θεμίσκυρα Themiskyra) は、アナトリア半島北東部に存在した古代ギリシア都市。黒海にそそぐテルモドン川（現テルメ川）の河口に存在していたとされ、現在のテルメ付近にあったと考えられている。
ギリシア神話によれば、アマゾーンの首都であったとされている。

## 概要
都市テミスキュラについてはヘロドトス (iv. 86; comp.)、カリャンダのスキュラクス（p. 33）、パウサニアス（i. 2. § 1)ら古代ギリシアの著述家に早い段階から知られており、またこの地を拠点としているという女性戦士勢力アマゾーンについても同時に言及されている。アイスキュロスは『縛られたプロメテウス』の中で、もともとアマゾーンはマエオティス湖（現在のアゾフ海）に住んでいたのが、後に黒海対岸のテミスキュラに移ったのだとしている。偽プルタルコスによれば、アマゾーンはタナイス川 (古代ギリシア語: Τάναϊς、現在のドン川)近辺に暮らしていて、かつてはこの川もアマゾーンが水浴びをしたことからアマゾニオス(ギリシャ語: Ἀμαζόνιος)と呼ばれていたのだが、後にテミスキュラに移ったと記している。ストラボンは『地理誌』において、アマゾーンはテミスキュラを故地としていたものの追い出されたと述べている。
プトレマイオス (v. 6 § 3)はテミスキュラをイリス川 (現イェシル川)とヘラクリウム岬の間に位置しているとしているが、これは明らかに誤りであり、実際にはより東方にあった。スキュラクスはテミスキュラをギリシア人都市としているがシケリアのディオドロス (ii. 44) はアマゾーンの王国の建国者がこの町を築いたと主張している。第三次ミトリダテス戦争でポントス王ミトリダテス6世がキュジコスから撤退した後、テミスキュラは共和制ローマの将軍ルクッルスに包囲された。この時テミスキュラの住民は大いに勇敢に抵抗したとされている。ローマ軍が城壁の下に穴を掘って侵入しようとすると、住民は熊などの野獣や蜂をけしかけ、敵の工夫たちを襲わせたという (アッピアノス, Mithrid. 78)。しかし最終的にテミスキュラの町はこの戦いで滅んだとみられる。より後の時代のポンポニウス・メラはテミスキュラはもう現存しないとしており (i. 19)、ストラボンは町の存在に言及すらしていない。古代には、テミスキュラは養蜂で知られ、蜂蜜が有名であった。
後にテルモドン川の河口部には現在テルメの町が存在しており、これがかつてのテミスキュラの跡地に建っているとする説もある。しかし歴史家のハミルトン (Researches, i. p. 283) は、実際のテミスキュラはもっと内陸に位置していたと分析している。リチャード・タルバートらのBarrington Atlas of the Greek and Roman Worldでは、テミスキュラはテルメ「その地、もしくは近辺」にあったとされている。
テミスキュラはかつて、キリスト教の司教座が存在していたと考えられていたこともあったが、現在はカトリック教会の名目教区の一覧にのみ名を連ねている。

## ギリシア神話
ギリシア神話では、テミスキュラはアマゾーンの勢力の首都とされている。
へーラクレースは12の功業のうちの9番目でテミスキュラを訪れ、アマゾーンの女王ヒッポリュテーの腰帯を奪った。
テーセウスもテミスキュラを訪れたとする2つの話が存在している。一つ目はへーラクレースの旅に同行してテミスキュラの攻略に活躍したというもので、もう一つはへーラクレースの到来のはるか後にみずから軍勢を率いて遠征してきたというものである。
ロドスのアポローニオスは『アルゴナウティカ』の中で、テルモドンのアマゾーンは一つの都市に集まっているのではなく、広い地域に分散して暮らしており、3つの部族に分かれているとした。それぞれの部族名は、テミスキュレイアイ (ギリシア語: Θεμισκύρειαι)、リュカスティアイ (ギリシア語: Λυκάστιαι)、カデシアイ (ギリシア語: Χαδήσιαι)であったとしている。
イアーソーン率いるアルゴナウタイが乗るアルゴー船は、コルキスへの遠征航海の途上でテミスキュラに近づいた。テミスキュラのアマゾーンたちは武装して戦闘準備を整えていたが、アルゴー船はゼウスに派遣された北風の神ボレアスの助けを受けて、海岸から距離を保ったまま通過することができた。

## 現代文化
アメリカン・コミックスの中のワンダーウーマン作品では、ワンダーウーマンとアマゾンの故郷として、緑豊かな都市国家・島国セミッシラ（Themyscira）という地が登場する。